# Álvaro Carter
Álvaro Jorge Carter Fernández (Santiago, 9 de octubre de 1980) es un diseñador industrial y político chileno. Desde marzo de 2018 se desempeña como diputado en representación del distrito n.º 12, el cual abarca las comunas de La Florida, Puente Alto, La Pintana, San José de Maipo y Pirque de la Región Metropolitana de Santiago. En las elecciones parlamentarias de 2021 se repostuló como diputado por el mismo distrito, logrando ser reelecto con el 7,9% de los votos válidos totales, por el periodo legislativo 2022-2026. Es militante del Partido Republicano.

## Vida personal
Es hijo de Jorge Carter Caneo y de Gloria Fernández Cruz, y hermano de Rodolfo Carter Fernández, quién fue alcalde de la comuna de La Florida entre 2011 y 2024. Vivió durante toda su infancia y adolescencia en la población Los Copihues, para luego emigrar al sector de Tobalaba en la misma comuna donde actualmente reside junto a su madre y hermano.
Estudió en el Liceo Salesiano Camilo Ortúzar Montt de Macul, del cual egresó en 1999. Posteriormente se graduó de diseño industrial en la Universidad Nacional Andrés Bello (UNAB).
Durante su infancia y adolescencia fue  víctima de bullying lo que impulsó su carrera a la Cámara de Diputados llevando como bandera de lucha el trabajar por una ley que sancione este tipo de prácticas lo que logró luego de presentar el proyecto de ley en junio del 2018 que sanciona el ciberacoso o ciberbullying el cual fue aprobado por la Cámara de Diputados en enero de 2019.

## Pensamiento y controversias

### Oficio contra el contralor general de la República
Luego de solicitar una serie de documentos a la Contraloría General de la República, decidió ingresar un oficio donde acusó al contralor general, Jorge Bermúdez, de abusos laborales en contra de la subcontralora Dorothy Perez. Por otro lado acusó de gastos injustificados en viajes y viáticos y un supuesto conflicto de interés entre ENAP y Jorge Bermúdez a quien acusa de defender a la empresa petrolera durante sus primeros meses como contralor.

### Acusación en Comisión de Ética
Una acusación emitida por parte de los diputados Camila Vallejo (PC), Pablo Vidal (RD), Jaime Mulet (FRVS), Juan Santana (PS) y Cristina Girardi (PPD) le valió ser pasado a Comisión de Ética, quienes lo acusaron de una serie de incumplimiento del Código de Conductas Parlamentarias y de socavar la institución.
Recibió el apoyo de la bancada UDI, específicamente de su presidenta Jacqueline van Rysselberghe quien acusó al contralor de actuar mediante un sesgo.
El 12 de julio de 2019 la Comisión de Ética desestimó la denuncia del Partido Comunista y Frente Amplio en contra de Carter. Sin embargo, la instancia sí llamó la atención porque el parlamentario gremialista ofició a la subcontralora y no al jefe de servicio responsable que en este caso es contralor, ya que así lo hace la Cámara tradicionalmente.

### Pugna entre hermanos Carter y Mirosevic
Luego del oficio que presentó en contra del contralor Jorge Bermúdez y la respuesta de parte de la oposición parlamentaria a través de la Comisión de Ética, Carter realizó una serie de declaraciones a través de Twitter donde relacionaba las quejas de parte del Frente Amplio a una supuesta relación de estos con Bermúdez a raíz del parentesco entre el jefe jurídico de la institución, Camilo Mirosevic, y el diputado de la coalición, e integrante de la Comisión de Ética, Vlado Mirosevic.
A raíz de esto se generó una serie de declaraciones en Twitter entre Carter y el diputado del Frente Amplio Pablo Vidal quien acusó al primero de interceder por su hermano.[cita requerida]

### Críticas a la Ley Cholito
Luego de que en el país se aprobara la llamada «Ley Cholito» y ésta obligara a todos los municipios del país a registrar a las mascotas, en su trabajo parlamentario criticó la iniciativa. Asimismo, salió en defensa de los municipios acusando al gobierno de no entregar los recursos y capacitación necesaria para implementar este proyecto transformándolo en un segundo Transantiago haciendo alusión a la fallida puesta en marca del sistema de transporte de Chile.

### Polémica por el rol del INDH
Luego de que la UDI, partido al cual pertenecía, presentara un proyecto de Ley que busca reformar el Instituto Nacional de Derechos Humanos (INDH), a fin de garantizar que esta "vele por los derechos fundamentales" de la policía y las Fuerzas Armadas llamada "Defensa de Derechos Humanos en Fuerzas Armadas y de Orden y Seguridad y Gendarmería" salió en defensa de esta propuesta asegurando que "los derechos humanos no son un negocio, pedimos que la oposición deje de lado, muchas veces, este negocio que tiene de decir que son los únicos que pueden hablar sobre DD.HH" acusando directamente a la izquierda política de utilizar el INDH como instrumento politizado para defender sus causas.
Desde la oposición acusaron a su entonces partido de proteger a "agentes del Estado".

## Trayectoria política
En las elecciones parlamentarias de 2017 se presentó como candidato a diputado por el distrito n.º 12 (correspondiente a las comunas santiaguinas de La Florida, La Pintana, Pirque, Puente Alto y San José de Maipo) de la Región Metropolitana, en calidad de independiente pro-Unión Demócrata Independiente (UDI) y como parte del pacto «Chile Vamos», por el periodo legislativo 2018-2022. Obtuvo 27.491 votos correspondientes al 7,88% del total de sufragios válidamente emitidos.
A la fecha marzo de 2019 integra las comisiones permanentes de Familia y Adulto Mayor; Defensa Nacional; Desarrollo Social; Superación de la Pobreza y Planificación, y las comisiones investigadoras CEI respecto a las irregularidades en contra del Ejército en procesos de adquisición que indica, caso Catrillanca. y Operación de mutuales vinculadas a las Fuerzas Armadas e irregularidades en su fiscalización. Integró el comité parlamentario de la UDI.
Militó en la UDI hasta julio de 2020, partido al que renunció tras votar favorablemente al proyecto de ley que autorizó el retiro del 10% de los fondos de las AFP y ser pasado al Tribunal Supremo (TS) de su colectividad. El 19 de marzo de 2025, Álvaro Carter abandona oficialmente la bancada de la UDI para integrarse al Partido Republicano.

## Historial electoral

### Elecciones parlamentarias de 2017
- Elecciones parlamentarias de 2017, candidata a diputada por el distrito 12 (La Florida, La Pintana, Pirque, Puente Alto y San José de Maipo):[20]

### Elecciones parlamentarias de 2021
- Elecciones parlamentarias de 2021, candidato a diputado por el distrito 12 (La Florida, La Pintana, Pirque, Puente Alto y San José de Maipo)[21]